# Nuyken von Oefele
Nuyken von Oefele ist ein deutsches Architekturbüro, das 2009 von Clemens Nuyken und Christoph von Oefele in München gegründet wurde.

## Partner
Clemens Nuyken (* 1976) studierte bis 2003 Architektur an der ETH Zürich und diplomierte bei Miroslav Šik. Er arbeitete bei Peter Zumthor, Tony Fretton und Meili Peter. Nuyken lehrte als akademischer Rat bei Bruno Krucker und Stephen Bates an der TU München (2009–2013) und als Lehrbeauftragter an der Hochschule Regensburg (2013–2015). 2012 wurde er in den Bund Deutscher Architekten berufen.
Christoph von Oefele (* 1976 in Deggendorf) studierte bis 2003 Architektur an der ETH Zürich und diplomierte bei Miroslav Šik. Er arbeitete bei Baumschlager Eberle und lehrte als künstlerischer Mitarbeiter bei Carlo Baumschlager an der ADBK München (2007–2013) und als Lehrbeauftragter an der Hochschule Regensburg (2012–2014). 2012 wurde er in den Bund Deutscher Architekten berufen.

## Bauwerke
- 2019: Werk 12, München-Berg am Laim mit MVRDV
- 2017: Werk 7, München-Berg am Laim
- 2010: Haus W., Lauterach[3]
- 2008: Hackschnitzelheizhaus, Straubing
- Pavillon360 mit Jürgen Stoppel

## Auszeichnungen und Preise
- 2010: Anerkennung – Holzbaupreis Bayern für Gartenhaus
- 2011: Auszeichnung – Red Dot Design Award für Pavillon360[4]
- 2013: Förderpreis für Architektur der Landeshauptstadt München
- 2019: Vorstellung von Werk 7, München-Berg am Laim in Best Architects 20[5]
- 2020: German Design Award für Werk 7, München-Berg am Laim
- 2021: Best Architects Award für Werk 12, München-Berg am Laim[6]
- 2021: DAM Preis für Werk 12, München-Berg am Laim[7][8][9]
- 2022: Nominierung – Mies van der Rohe Preis für Werk 12, München-Berg am Laim[10]
- 2023: Deutscher Städtebaupreis für Werksviertel[11]

## Bücher
- Eva Willenegger, Lukas Imhof, Miroslav Šik (Hrsg.): Analoge Altneue Architektur. Quart Verlag, Luzern 2018
- Nicola Borgmann und Georg Götze (Hrsg.): Perlen. Ausgewählte Bauten und Orte in München. Franz Schiermeier Verlag, München 2010 mit Beiträgen von Fritz Auer, Ruth Berktold, Nicola Borgmann, Wolfgang Brune, Matthias Castorph, Johannes Ernst, Dietrich Fink, Gerhard Hausladen, Andreas Hild, Andreas Meck, Bernd Meyerspeer, Nuyken von Oefele, Bernhard Peck, Muck Petzet, Amandus Sattler, Christoph Sattler, Peter Scheller, Martin Schnitzer, Johann Spengler, Ludwig Wappner, Westner Schührer Zöhrer, Rudolf Wienands, Sophie Wolfrum, Alexandra Zeilhofer und Florian Fischer